# Emopessina
L'emopessina è una proteina plasmatica appartenente alla frazione delle β-globuline (perciò anche conosciuta come beta-1B-glicoproteina) che ha la funzione di legare l'eme derivato dalla distruzione dei globuli rossi.

## Funzione
La distruzione dei globuli rossi può essere sia un fenomeno fisiologico, come l'eritrocateresi, sia un fenomeno patologico, come l'emolisi intra o extravascolare che è causa di anemia. In caso di emolisi intravascolare, l'emoglobina contenuta nei globuli rossi non viene immediatamente captata e ossidata in bilirubina dalle cellule del sistema reticolo-endoteliale (come avviene nel caso di emolisi extravascolare), ma viene adsorbita da due principali sistemi di proteine solubili plasmatiche. Il primo sistema ad entrare in funzione è quello dell'aptoglobina, che chela l'intera molecola di emoglobina in un complesso stabile; tuttavia, quando la quantità di emoglobina circolante eccede la capacità tampone dell'aptoglobina, essa viene rapidamente ossidata in metaemoglobina, in modo da estrarne il gruppo eme per trasferirlo ad un'altra proteina plasmatica chiamata emopessina, che lo chela e ne permette l'internalizzazione a livello epatico mediante un apposito recettore. Le cellule epatiche in seguito provvedono al riciclaggio del ferro e ne neutralizzano l'attività ossidante, oltre a riciclare anche la struttura porfirinica dell'eme.

## Significato clinico
Per la diagnosi delle anemie emolitiche si possono richiedere i valori di emopessina plasmatica: se questi sono diminuiti vuol dire che è avvenuta un'importante emolisi con conseguente liberazione di eme ed emoglobina e l'emopessina è stata velocemente legata dall'eme e internalizzata dagli epatociti; l'esame di laboratorio più comune è però il calcolo della concentrazione dell'aptoglobina, che dà le stesse informazioni svolgendo una funzione simile a quella dell'emopessina, legando però l'emoglobina.